# رضايي (زلاغي الغربي)
رضایي (بالفارسية: رضایی) هي قرية تقع في إيران في قسم زلاغي الغربي الریفي. يقدر عدد سكانها بـ 31 نسمة بحسب إحصاء 2016.